# 6 juillet en sport
6 juin 6 août
Chronologies thématiques
- Croisades
- Ferroviaires
- Disney

Le 6 juillet (187e jour de l'année ou 188e en cas d'année bissextile) en sport.

## Événements

### XXesièclede1901à1950
- 1907 : 
  - (Sport automobile) : inauguration du circuit de Brooklands, premier circuit automobile européen, près de Weybridge, dans le comté de Surrey, au Royaume-Uni.
- 1912 :
  - (Jeux olympiques) : cérémonie d'ouverture des Jeux olympiques d'été de 1912 à Stockholm.
- 1913 :
  - (Athlétisme) : L'athlète français Jean Bouin, spécialiste de la course de fond, devient à Stockholm recordman du monde de l'heure en ayant parcouru 19,021 km dans l'heure.
- 1924 :
  - (Sport automobile) : à Arpajon, René Thomas établit un nouveau record de vitesse terrestre : 230,64 km/h.

### XXesièclede1951à2000
- 1952 :
  - (Sport automobile) : victoire de l'italien Alberto Ascari sur une Ferrari au Grand Prix automobile de France.
- 1958 :
  - (Sport automobile) : le pilote automobile argentin Juan Manuel Fangio, cinq fois champion du monde, annonce sa retraite à l'âge de 47 ans.
  - (Sport automobile) : victoire du britannique Mike Hawthorn sur une Ferrari au Grand Prix automobile de France.
- 1969 :
  - (Sport automobile) : victoire du britannique Jackie Stewart sur une Matra-Ford au Grand Prix automobile de France.
- 1975 :
  - (Sport automobile) : victoire de l'autrichien Niki Lauda sur une Ferrari au Grand Prix automobile de France.
- 1979 :
  - (Athlétisme) : à Oslo en Norvège, le britannique Sebastian Coe améliore le record du monde du 800 mètres de près d'un seconde en 1 min 42 s 3/1000.
- 1986 :
  - (Sport automobile) : victoire du britannique Nigel Mansell sur une Williams-Honda au Grand Prix automobile de France.
- 1995 :
  - (Athlétisme) : Daniela Bártová porte le record du monde du saut à la perche féminin à 4,15 mètres.
- 1996 :
  - (Rugby à XV) : premier match de la première édition du Tri-nations, la Nouvelle-Zélande bat l'Australie sur le score de 43-6.
- 2000 :
  - (Natation) : aux Championnats d'Europe de natation à Helsinki en Finlande, le nageur allemand Stev Theloke bat le record d'Europe du 50 m dos en 25 s 60/1000.

### XXIesiècle
- 2003 :
  - (Formule 1) : Grand Prix automobile de France.
- 2008 :
  - (Formule 1) : Grand Prix de Grande-Bretagne.
  - (Tennis) : en Finale du simple messieurs du tournoi de Wimbledon 2008, l'espagnol Rafael Nadal bat le suisse Roger Federer 4-6 4-6 7-6 7-6 7-9.
- 2009 :
  - (Tennis) : le suisse Roger Federer redevient n°1 mondial après sa victoire au tournoi de Wimbledon face à l'américain Andy Roddick.
- 2013
  - (Athlétisme) : avec un chrono de 8 min 00 s 09, le français Mahiedine Mekhissi bat le Record d'Europe du 3 000 m steeple, lors du Meeting Areva de Paris-Saint-Denis.
  - (Cyclisme) : dans la 8e étape du Tour de France qui relie Castres à Ax 3 Domaines, victoire du britannique d'origine kényane Christopher Froome. Il endosse le maillot jaune.
  - (Nautisme) : Le skipper français Marc Guillemot bat de plus de 15 heures le Record de la traversée de l'Atlantique Nord à la voile en solitaire et en monocoque, qu'il a effectuée en 8 jours, 5 heures, 20 minutes et 20 secondes.
  - (Tennis) : la française Marion Bartoli remporte le tournoi de Wimbledon en battant l'allemande Sabine Lisicki en deux sets 6-1, 6-4.
- 2014
  - (Cyclisme) : sur la 2e étape du Tour de France - York (GBR) – Sheffield (GBR) - l'italien Vincenzo Nibali décroche une belle victoire et s'empare du maillot jaune.
  - (Formule 1) : Le britannique Lewis Hamilton sur Mercedes remporte son GP national, sa deuxième victoire à Silverstone après celle de 2008. Il devance sur la ligne d'arrivée le finlandais Valtteri Bottas et l'australien Daniel Ricciardo.
  - (Tennis) : en finale du tournoi de Wimbledon, le serbe Novak Djokovic s'impose face au suisse Roger Federer 6-7, 6-4, 7-6, 5-7, 6-4
  - (Golf) : le nord-irlandais Graeme McDowell remporte l'Alstom Open de France pour la 2e année consécutive.
- 2015 :
  - (Course camarguaise) : le raseteur Youssef Zekraoui remporte la Cocarde d'or.
  - (Cyclisme sur route/Tour de France) : 3e étape du Tour de France et victoire de Joaquim Rodríguez au sommet du Mur de Huy. Christopher Froome s'empare le maillot jaune.
- 2016 :
  - (Athlétisme/Championnats d'Europe) : début des 23es Championnats d'Europe d'athlétisme qui se déroulent jusqu'au 10 juillet 2016 à Amsterdam, aux Pays-Bas. En finale du 10 000 m féminin, victoire de la turque Yasemin Can.
  - (Cyclisme sur route/Tour de France) : Sur la 5e étape du Tour de France 2016, victoire du belge Greg Van Avermaet qui s'empare du maillot jaune, il devance son compatriote Thomas De Gendt et le polonais Rafał Majka.
- 2017 :
  - (Cyclisme sur route/Tour de France) : sur la 6e étape du Tour de France 2017 qui relie Vesoul à Troyes, victoire de l'allemand Marcel Kittel qui devance le français Arnaud Démare et son compatriote André Greipel. le britannique Christopher Froome conserve le maillot jaune.
- 2018 :
  - (Cyclisme sur route/Tour d'Italie féminin) : La 29e édition du Tour d'Italie féminin se déroule du 6 au 15 juillet 2018. Le départ est donné de Verbania tandis que l'arrivée est située à Cividale del Friuli.
- 2019 :
  - (Cyclisme sur route/Tour de France) : départ de la 106e édition du Tour de France qui a lieu à Bruxelles, en Belgique en hommage au cinquantenaire de la première victoire sur le Tour de France d'Eddy Merckx[1],[2] et qui se terminera le 28 juillet 2019. La 1re étape se déroule sur une distance de 192 kilomètres et la victoire se joue au sprint. C'est le néerlandais Mike Teunissen qui l'emporte et prend le maillot jaune.
- 2021 :
  - (Cyclisme sur route/Tour de France) : sur la 10e étape du Tour de France qui se déroule le mardi entre Albertville et Valence, sur une distance de 190,7 kilomètres, victoire du britannique Mark Cavendish. Le slovène Tadej Pogačar conserve le maillot jaune.
- 2022 :
  - (Cyclisme sur route/Tour de France) : sur la 5e étape du Tour de France qui se déroule entre Lille et Arenberg, sur une distance de 157 kilomètres[3], victoire de l'australien Simon Clarke. Le belge Wout van Aert conserve le maillot jaune.
  - (Football/Euro féminin) : début de la 13e édition de l'Euro féminin de football qui est organisée en Angleterre et se terminera le 31 juillet par la finale au Stade de Wembley à Londres. À noter que la phase finale devait se dérouler du 7 juillet au 1er août 2021, mais le 23 avril 2020, l'UEFA décide de la reporter d'un an en raison de la pandémie de Covid-19 qui sévit alors en Europe[4].
- 2023 :
  - (Cyclisme sur route/Tour de France) : sur la 6e étape du Tour de France qui se déroule entre Tarbes et Cauterets-Cambasque, exclusivement tracée dans le département des Hautes-Pyrénées, sur une distance de 144,9 kilomètres, victoire du Slovène Tadej Pogačar. Le Danois Jonas Vingegaard s'empare du maillot jaune.
- 2024 :
  - (Cyclisme sur route/Tour de France) : sur la 8e étape du Tour de France qui se déroule   entre Semur-en-Auxois en Côte-d'Or et Colombey les Deux Églises en Haute-Marne, sur une distance de 183,4 kilomètres, victoire au sprint de l'Érythréen Biniam Girmay. Le Slovène Tadej Pogačar conserve le Maillot jaune[5].

## Naissances

### XIXesiècle
- 1875 :
  - Charles Perrin, rameur français. Médaillé d'argent du quatre avec barreur aux Jeux de Paris 1900. († 26 mars 1954).
- 1877 :
  - Arnaud Massy, golfeur français. Vainqueur de l'Open britannique 1907. († 16 avril 1950).
- 1879 :
  - Henri Jobier, fleurettiste français. Champion olympique par équipes aux jeux de Paris 1924. († 25 mars 1930).
- 1886 :
  - Annette Kellerman, nageuse de synchronisée puis actrice australienne. († 6 novembre 1975).

### XXesièclede1901à1950
- 1909 :
  - Jean Taris, nageur français. Médaillé d'argent du 400 m nage libre aux Jeux de Los Angeles 1932. Médaillé d'argent du 400 m aux Championnats d'Europe de natation 1931 puis champion d'Europe de natation du 400 m et du 1 500 m 1934. († 10 janvier 1977).
- 1910 :
  - René Le Grevès, cycliste sur route et sur piste français. Médaillé d'argent de la poursuite par équipes aux Jeux de Los Angeles 1932. Vainqueur de Paris-Tours 2015. († 25 février 1946).
- 1917 :
  - Arthur Lydiard, athlète de fond puis entraîneur néo-zélandais. († 11 décembre 2004).
- 1921 :
  - James Couttet, skieur alpin français. Médaillé d'argent du slalom et de bronze du combiné aux Jeux de Saint-Moritz 1948. Champion du monde de ski alpin de la descente 1938 puis médaillé d'argent de la descente et de bronze du géant aux Mondiaux 1950. († 13 novembre 1997).
- 1930 :
  - George Armstrong, hockeyeur sur glace canadien. († 24 janvier 2021).
  - Ian Burgess, pilote de F1 britannique. († 19 mai 2012).
  - Herbert Erhardt, footballeur allemand. Champion du monde de football 1954. (50 sélections en équipe nationale). († 3 juillet 2010).
- 1931 :
  - László Tábori, athlète de demi-fond hongrois puis américain. († 23 mai 2018).
- 1933 :
  - Henry Anglade, cycliste sur route français. († 10 novembre 2022).
- 1934 :
  - Michel Crauste, joueur de rugby à XV puis dirigeant sportif français. Vainqueur des Tournois des Cinq Nations 1959, 1960, 1961 et 1962. (62 sélections en équipe de France). († 2 mai 2019).
- 1939 :
  - Mary Peters, athlète d'épreuves combinées et de lancers britannique. Championne olympique du pentathlon aux Jeux de Munich 1972.
- 1940 :
  - Rex Cawley, athlète de haies américain. Champion olympique du 400m haies aux Jeux de Tokyo 1964. Détenteur du Record du monde du 400 mètres haies du 13 septembre 1964 au 11 septembre 1968. († 21 janvier 2022).
- 1941 :
  - Jean Iraçabal, joueur de rugby à XV français. Vainqueur du Tournoi des Cinq Nations 1970. (34 sélections en équipe de France).
- 1944 :
  - Pierre Creamer, entraîneur de hockey sur glace canadien.
  - Gunhild Hoffmeister, athlète de demi-fond est-allemande puis allemande. Médaillée d'argent 1 500 m et de bronze du 800 m aux Jeux de Munich 1972 puis médaillée d'argent du 1 500 m aux Jeux de Montréal 1976. Championne d'Europe d'athlétisme du 800 m 1974.
- 1947 :
  - Lance Clemons, joueur de baseball américain. († 22 janvier 2008).
- 1948 :
  - Brad Park, hockeyeur sur glace canadien.

### XXesièclede1951à2000
- 1954 :
  - Vitas Gerulaitis, joueur de tennis américain. Vainqueur de l'Open d'Australie 1977, de la Coupe Davis 1979. († 18 septembre 1994).
- 1957 :
  - Ron Duguay, hockeyeur sur glace canadien.
- 1959 :
  - Richard Dacoury, basketteur puis consultant TV français. Vainqueur des Coupe Korać 1982 et 1983, de la Coupe Saporta 1988 puis de la Ligue des champions d’Europe 1993. (160 sélections en équipe de France).
- 1970 :
  - Antonio Harvey, basketteur américain.
- 1971 :
  - Yvan Bourgnon, navigateur suisse.
- 1972 :
  - Roger Esteller, basketteur espagnol. Vainqueur de la Coupe Korać 1999. (37 sélections en équipe nationale).
- 1974 :
  - Zé Roberto, footballeur brésilien. Vainqueur des Copa América 1997 et 1999 puis de la Ligue des champions 1998. (84 sélections en équipe nationale).
- 1976 :
  - Cécile Argiolas, sabreuse française. Médaillée d'argent du sabre par équipes aux Mondiaux d'escrime 1999 et médaillée de bronze par équipes aux Mondiaux d'escrime 2000 puis championne du monde d'escrime du sabre par équipes 2006 et 2007. Médaillée d'argent du sabre individuel aux CE d'escrime 1999 et championne d'Europe d'escrime du sabre individuel 2002.
  - Ophélie David, skieuse acrobatique française. Championne du monde de ski acrobatique du cross 2007, médaillée de bronze aux Mondiaux de ski acrobatique 2013 et 2017 puis médaillée d'argent à ceux de 2015.
- 1977 :
  - Kris Clack, basketteur américain.
  - Max Mirnyi, joueur de tennis biélorusse. Champion olympique du double mixte aux Jeux de Londres 2012.
- 1978 :
  - Isiah Victor, basketteur américain.
- 1979 :
  - Cédric Kanté, footballeur franco-malien. (43 sélections avec l'équipe du Mali).
  - Goran Šprem, handballeur croate. Champion olympique aux Jeux d'Athènes 2004. Champion du monde de handball 2003. Vainqueur de la Coupe EHF 2008. (109 sélections en équipe nationale).
- 1980 :
  - Pau Gasol, basketteur espagnol. Médaillé d'argent aux Jeux de Pékin 2008 et aux Jeux de Londres 2012 puis médaillé de bronze aux Jeux de Rio 2016. Champion du monde de basket-ball 2006. Champion d'Europe de basket-ball 2009, 2011 et 2015. (208 sélections en équipe nationale).
- 1981 :
  - Jelena Kostanić Tosić, joueuse de tennis croate.
- 1982 :
  - Christian Ehrhoff, hockeyeur sur glace allemand. Médaillé d'argent aux Jeux de Pyeongchang 2018
  - Ricardo Jorge Novo Nunes, footballeur portugais.
- 1983 :
  - Djamel Haroun, joueur de futsal français. (130 sélections en équipe de France).
- 1984 :
  - Scott Fardy, joueur de rugby à XV australien. Vainqueur du The Rugby Championship 2015. (39 sélections en équipe nationale).
  - Elizabeth Hintemann, volleyeuse germano-brésilienne.
  - Fabien Rosier, pilote de courses automobile français.
- 1985 :
  - Niklas Edin, curleur suédois. Médaillé de bronze aux Jeux de Sotchi 2014 puis d'argent aux Jeux de Pyeongchang 2018.
- 1986 :
  - Djibril Thiam, basketteur sénégalais. (12 sélections en équipe nationale).
- 1988 :
  - Daniel Chichkarev, handballeur russe. Vainqueur des Ligue des champions 2017 et 2019. (86 sélections en équipe nationale).
- 1989 :
  - Elias Harris, basketteur allemand. (36 sélections en équipe nationale).
  - Christopher Juul Jensen, cycliste sur route danois.
- 1990 :
  - Jae Crowder, basketteur américain.
  - Gilberto Duarte, handballeur portugais. (114 sélections en équipe nationale).
- 1991 :
  - Taylor Braun, basketteur américain.
  - Beatrice Chepkoech, athlète de demi-fond et de steeple kényane. Championne du monde d'athlétisme du 3 000m steeple 2019. Championne d'Afrique d'athlétisme 3 000m steeple 2018. Détentrice du Record du monde du 3 000 mètres steeple depuis le 20 juillet 2018.
  - Stefan Vujić, handballeur serbo-croate. (33 sélections avec l'équipe de Serbie).
  - Jelena Živković, handballeuse serbe. Victorieuse de la Coupe d'Europe des vainqueurs de coupe féminine 2012. (97 sélections en équipe nationale).
- 1992 :
  - Django Lovett, athlète de saut en hauteur canadien.
  - Manny Machado, joueur de baseball américain.
  - Morgane Peyronnet, joueuse de rugby à XV française. (19 sélections en équipe de France).
- 1993 :
  - Pauline Coatanea, handballeuse française. Championne olympique aux Jeux de Tokyo 2020. Championne d'Europe féminin de handball 2018 et médaillée d'argent en 2020. (62 sélections en équipe de France).
  - Clément Parisse, fondeur français. Médaillé de bronze du relais 4 × 10 km aux Jeux de Pyeongchang 2018 et aux Jeux de Pékin 2022. Médaillé de bronze du relais 4 × 10 km aux Mondiaux de ski de fond 2019 et 2021.
  - Jonathan Rodríguez, footballeur uruguayen. (31 sélections en équipe nationale).
- 1995 :
  - Lucas Dias, basketteur brésilien.
- 1996 :
  - Sandra Näslund, skieuse acrobatique suédoise. Championne olympique du skicross aux Jeux de Pékin 2022. Championne du monde de ski acrobatique en ski-cross individuelle 2017 et 2021 puis en individuelle et par équipes 2023.
  - Mark Padun, cycliste sur route ukrainien.
- 1997 :
  - Quentin Braat, footballeur français. Champion d'Europe de football des moins de 19 ans.
- 1998 :
  - Sarah-Léonie Cysique, judokate française. Championne olympique par équipes mixte et médaillée d'argent des -57kg aux Jeux de Tokyo 2020. Médaillée d'argent par équipes mixte aux Mondiaux de judo 2019, 2022 et 2023. Médaillée de bronze aux CE de judo 2020 et 2021, d'argent à ceux de 2022 puis de bronze en 2023.
  - Christ-Emmanuel Faitout Maouassa, footballeur franco-congolais.
  - Marco Grüll, footballeur autrichien. (5 sélections en équipe nationale).
- 2000 :
  - Kevin Sessa, footballeur argentino-allemand.

### XXIesiècle
- 2002 :
  - David Tkáč, footballeur tchèque.
- 2004 :
  - Damion Downs, footballeur américain.

## Décès

### XXesièclede1901à1950
- 1928 :
  - Frederick Green, 77 ans, footballeur anglais. (1 sélection en équipe nationale). (° 21 juin 1851).

### XXesièclede1951à2000
- 1955 :
  - Adolphe Lecours, 77 ans, entraîneur de hockey sur glace canadien. (° 23 janvier 1978).
- 1958 :
  - Luigi Musso, 33 ans, pilote de F1 et d'endurance italien. (1 victoire en Grand prix). (° 28 juillet 1924).
- 1967 :
  - Otto Trieloff, 81 ans, athlète de sprint allemande. Médaillé d'argent du relais olympique aux Jeux de Londres 1908. (° 17 novembre 1885).
- 1968 :
  - Herman Nyberg, 88 ans, skipper suédois. Champion olympique du 10 m aux Jeux de Stockholm 1912. (° 22 février 1880).
- 1990 :
  - Jean-Maurice Bailly, 69 ans, journaliste sportif canadien. Spécialiste du hockey sur glace. (° 20 mai 1920).

### XXIesiècle
- 2007 :
  - Eileen Wearne, 95 ans, athlète de sprint australienne. (° 30 janvier 1912).
- 2008 :
  - Mando Ramos, 59 ans, boxeur américain. Champion du monde poids légers de boxe de 1969 à 1970 et en 1972. (° 15 novembre 1948).
- 2009 :
  - Bleddyn Williams, 86 ans, joueur de rugby à XV gallois. Vainqueur du Grand Chelem 1952, des Tournois des Cinq Nations 1947, 1954 et 1955. (22 sélections en équipe nationale). (° 22 février 1923).
- 2012 :
  - Elie Marsy, 90 ans, cycliste sur route français. (° 14 juillet 1921).
- 2013 :
  - Erik Ahldén, 89 ans, athlète de fond suédois. (° 4 septembre 1923).
- 2017 :
  - Heinz Schneiter, 82 ans, footballeur suisse. (44 sélections en équipe nationale). (° 12 avril 1935).
- 2022 :
  - Arnaldo Pambianco, 86 ans, cycliste sur route italien. Vainqueur du Tour d'Italie 1961. (° 16 août 1935).
- 2024 :
  - André Drege, 25 ans, cycliste sur route norvégien. (° 4 mai 1999).